# Danone
A Danone é uma empresa multinacional de capital aberto de produtos alimentícios, com sede em Paris, França. Está listada na Euronext Paris, fazendo parte do índice CAC 40. Fundada em 1919, a marca está presente em 120 países (dados de 2018). Chegou ao Brasil em 1970 e está em Portugal desde 1990.

## História
A empresa foi fundada em 1919 pelo médico Isaac Carasso em Barcelona, Espanha como uma pequena fábrica de produção de iogurte. A fábrica foi nomeada "Danone", em catalão, em homenagem ao apelido "Danon" do nome de seu primeiro filho, Daniel Carasso.
Isaac Carasso mudou a empresa para a França em 1929, abrindo uma fábrica em Paris. Já administrada por Daniel Carasso, a empresa mudou-se mais uma vez em 1942 durante a Segunda Guerra Mundial, agora para os Estados Unidos. Durante o tempo no país norte-americano, Daniel Carasso e seu sócio Juan Metzger criaram a marca Dannon, para soar mais estadunidense. Em 1951, Daniel voltou a Paris para administrar os negócios da família na França e na Espanha, e vendeu a operação nos Estados Unidos para a Beatrice Foods em 1959. Em 1967, a Danone se fundiu com a Gervais, então a principal produtora de queijo fresco da França, tornando-se a Gervais Danone. Em 1973, a empresa fundiu-se com a fabricante de garrafas BSN. Antes da fusão, as aquisições da BSN visavam a integração vertical, como no caso da compra da cervejaria Kronenbourg e da empresa de água mineral Evian, maiores clientes da fabricante até então. Essas operações foram integradas após a fusão. Já em 1981, a BSN-Gervais Danone recomprou a marca Dannon da Beatrice Foods.
Em 1987, a BSN-Gervais Danone adquiriu a fabricante europeia de biscoitos Général Biscuit, proprietária da marca LU, e também comprou a operação europeia de biscoitos da Nabisco. Em 1994, o nome da empresa foi encurtado para Groupe Danone. Franck Riboud sucedeu seu pai, Antoine Riboud, como presidente e diretor executivo da empresa em 1996 quando ele se aposentou. Com Franck Riboud, a empresa continuou a se concentrar em três grupos de produtos (laticínios, bebidas e cereais) e se desfez de várias atividades que se tornaram não essenciais. Em 1999 e 2003, o grupo vendeu 56% e 44%, respectivamente, de seu negócio de recipientes de vidro. Em 2000, o grupo também vendeu a maior parte de suas atividades de cerveja na Europa: a marca Kronenbourg e a marca 1664 foram vendidas à Scottish & Newcastle. Em 2002, a Danone vendeu para a BC Partners a fabricante de queijos e carnes curadas Egidio Galbani Spa. No mesmo ano também vendeu sua operação de cervejaria na China. A Jacob's, empresa de biscoitos britânica, foi vendida para a United Biscuits em 2004. Em 2005, foi a vez da HP Foods (fabricante de molhos) ser vendida para a Heinz. Um ano depois, em 2006, a empresa vendeu sua fabricante de molhos na Ásia (Amoy Food) para a Ajinomoto. Com essas vendas a Danone direcionou seu foco para produtos de saúde e bem-estar.
Em julho de 2007, foi anunciado que a Danone havia chegado a um acordo com a Kraft Foods (agora Mondelēz International) para vender sua divisão de biscoitos, incluindo as marcas LU e Prince, por cerca de €5,3 bilhões. No mesmo mês, a Danone anunciou a compra da empresa de comida especializada neerlandesa Numico (dona da Nutricia) por €12,3 bilhões, tornando-se a segunda maior empresa de alimentos para nutrição infantil.
Em 2009, a companhia mudou seu nome de Groupe Danone para simplesmente Danone.

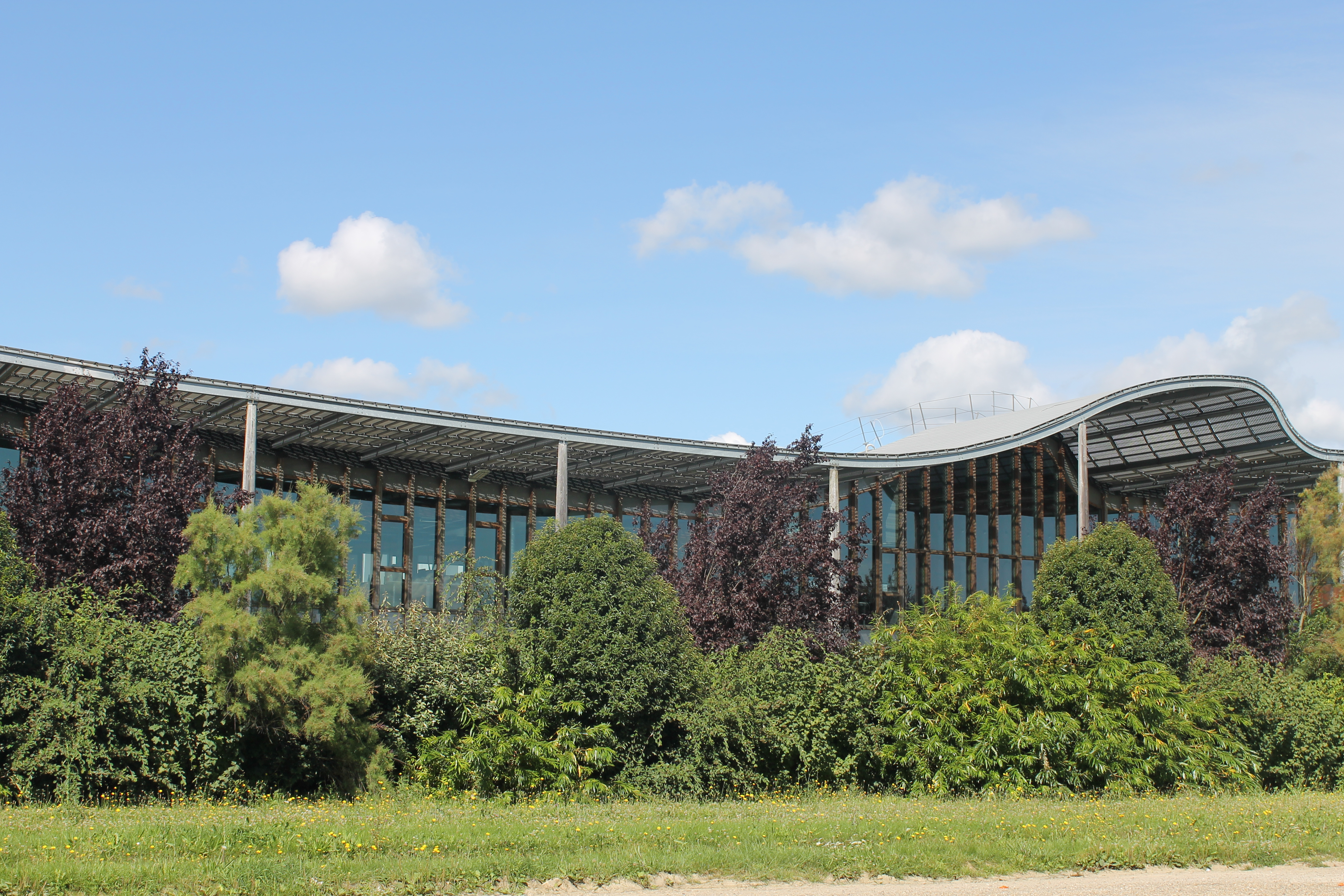
Centro de pesquisas da Danone no cluster industrial de Paris-Saclay.

Em 2010, a Danone adquiriu as empresas do grupo Unimilk na Rússia e as atividades de nutrição do grupo Wockhardt na Índia em 2012.
Em meados de fevereiro de 2013, a Danone anunciou sua intenção de cortar 900 empregos (cerca de 3,3% de sua força de trabalho europeia de 27 000 pessoas).
Desde 2013, a Danone começou a acelerar sua presença no continente africano.
Em 2014, Emmanuel Faber torna-se diretor executivo da empresa.
A Danone estava presente em 130 mercados e faturou US$ 25,7 bilhões em 2016, sendo mais da metade em países emergentes. Em 2015, os produtos lácteos frescos representaram 50% das vendas totais do grupo, nutrição infantil 22%, águas 21% e nutrição médica 7%. Em 2017, Franck Riboud tornou-se presidente honorário e Faber tornou-se presidente, além de manter sua posição de CEO.
Em 2020, a Danone anunciou que cortará 2 000 empregos (2% de sua força de trabalho).
Em março de 2021, Faber deixou o cargo de CEO da empresa. Alguns dias depois ele também deixou o cargo de presidente do conselho. Antoine Bernard de Saint-Affrique foi apontado ao cargo de CEO em maio de 2021.

## Estrutura da empresa

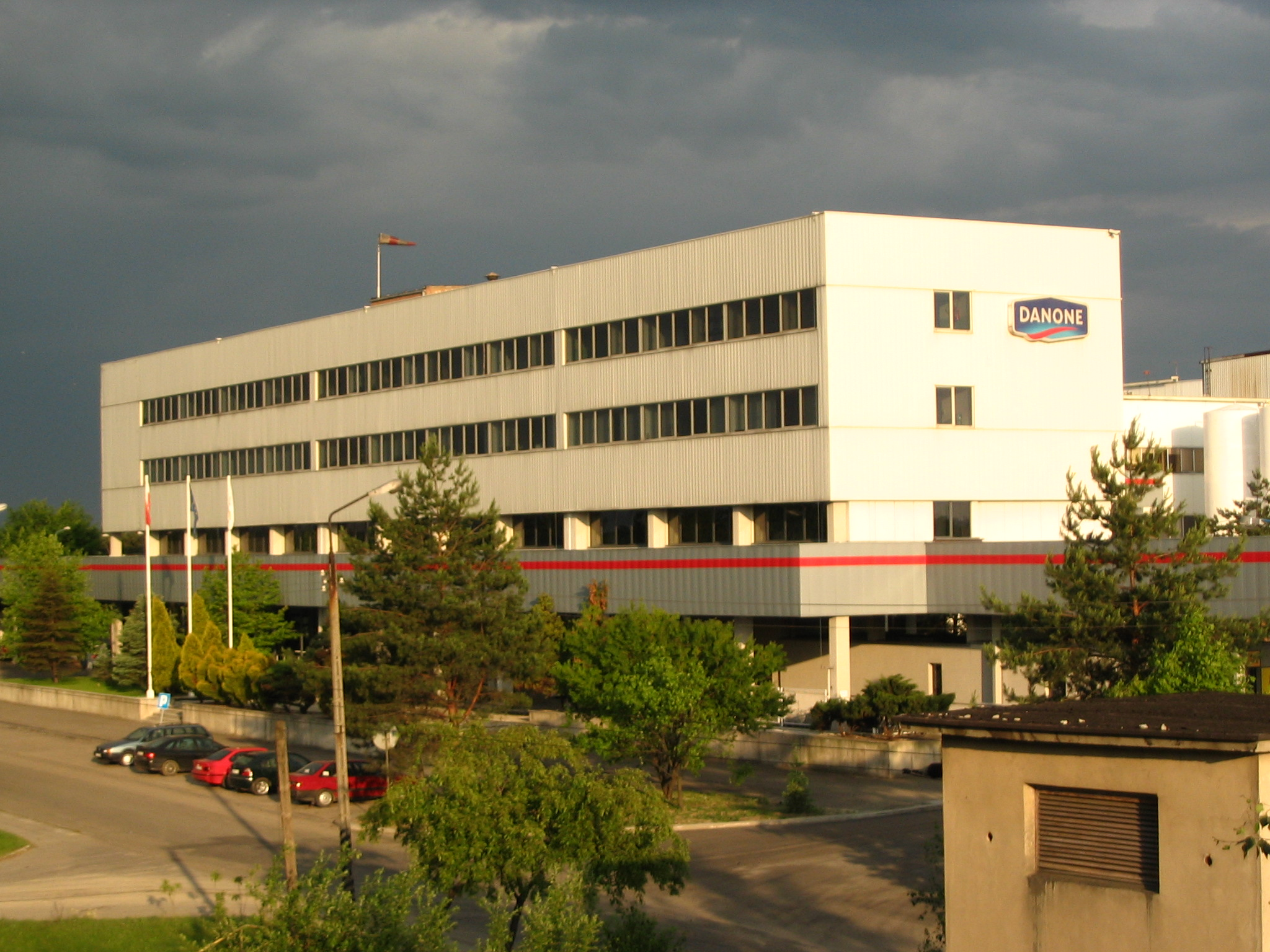
Fábrica da Danone em Bieruń, Polônia.

Em 2018, o grupo Danone foi avaliado em US$ 9,53 bilhões, ocupando a posição de número 58 no ranking Best Global Brands das marcas mais valiosas do mundo. Em 2019, a empresa registrou lucro de €1,93 bilhão, 18% menor do que 2018.

Localização das fábricas da Danone.

No mundo, a Danone possui quatro divisões:
- Produtos Lácteos frescos com a marca Danone;
- Águas: possui marcas como Evian e Volvic;
- Early life nutrition: produtos de nutrição infantil;
- Nutrição especializada: adquiriu a empresa Numico e passou a atuar nos segmentos de saúde e nutrição.

### Executivos
A Danone é liderada por um diretor executivo e por um Conselho de Administração  Em 2018, os 16 membros de Conselho de Administração eram:
- Emmanuel Faber –  Presidente e diretor executivo
- Franck Riboud – Presidente honorário
- Guido Barilla
- Frédéric Boutebba
- Cécile Cabanis
- Gregg L. Engles
- Clara Gaymard
- Michel Landel
- Gaëlle Olivier
- Benoît Potier
- Isabelle Seillier
- Jean-Michel Severino
- Virginia A. Stallings
- Bettina Theissig
- Serpil Timuray
- Lionel Zinsou-Derlin

Em 2018, os membros do Comitê Executivo eram: 
- Emmanuel Faber
- Bertrand Austruy
- Cécile Cabanis
- Véronique Penchienati-Bosetta
- Henri Bruxelles
- Francisco Camacho
- Bridgette Heller

## Danone Brasil

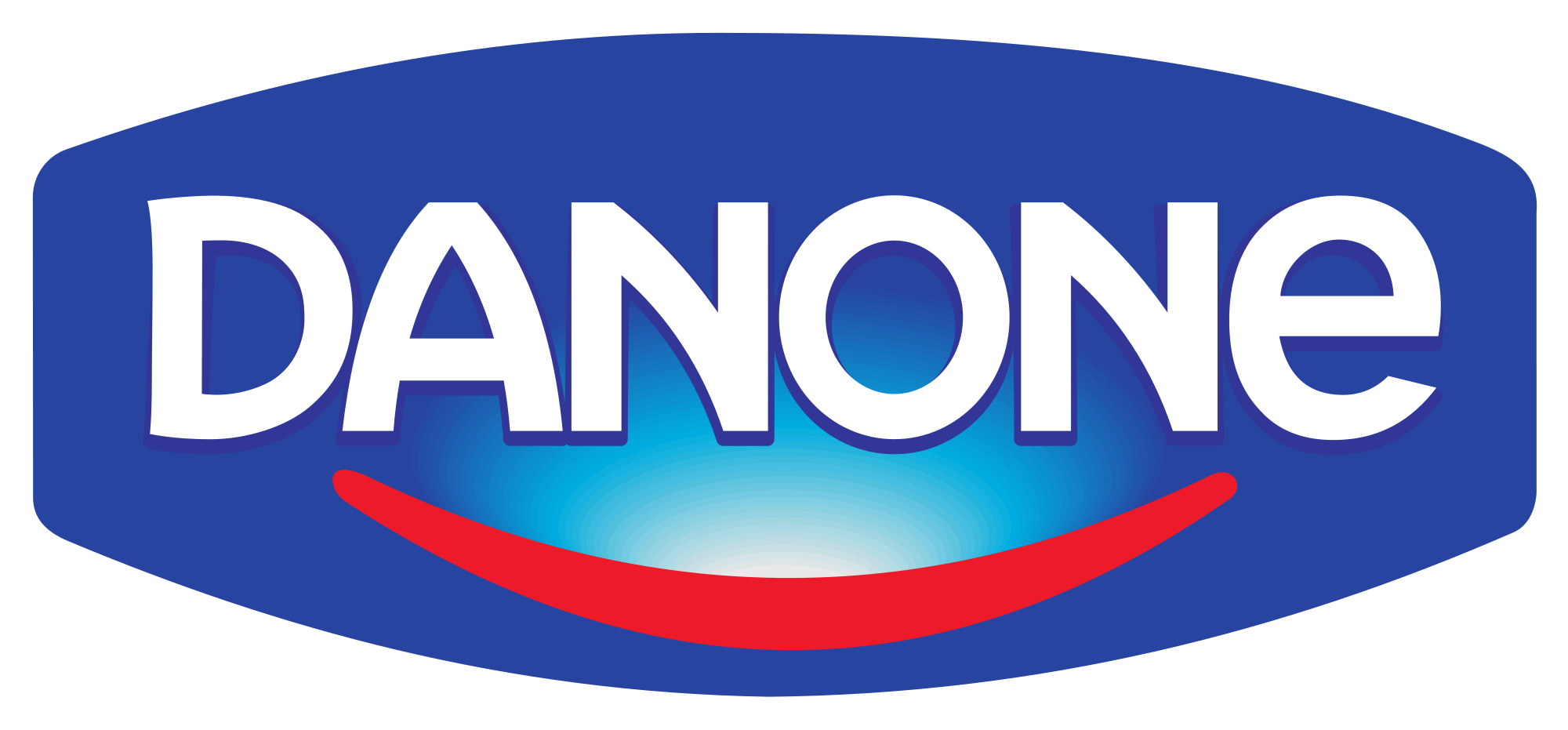
Logo da divisão de produtos lácteos da Danone.

A Danone iniciou suas atividades no Brasil em Poços de Caldas (MG) no ano de 1970, com uma parceria com a Latícinios Poços de Caldas para o lançamento do primeiro iogurte com polpa de frutas, até então inédito no mercado brasileiro.
Em dezembro de 2000 a Danone adquiriu a marca Paulista, que está presente no Brasil desde 1933, quando iniciou a sua trajetória com a distribuição porta a porta de leite em garrafas de vidro.
Hoje, a empresa opera por meio de sua fábrica localizada em Poços de Caldas (MG). Sua matriz está situada em São Paulo e a empresa possui vários escritórios de vendas e centros de distribuição pelo Brasil.

## Danone Portugal
Nas origens da Danone Portugal, encontra-se a empresa, Iophil — Produtora de Iogurtes S.A., fundada em Castelo Branco no ano de 1979. Dez anos mais tarde, o Grupo Danone compra 70% do capital da Iophil e lança em Portugal a marca Danone, em junho de 1990.
Em 1991 são lançados novos produtos, assegurando deste modo 21,5% da participação de quota de mercado e um aumento de vendas, e ainda, a Danone S.A. aumenta o capital social passando a deter 85% do mesmo. [carece de fontes?] Um ano depois, dá-se a primeira grande amplificação da fábrica e são transferidos os escritórios centrais de Castelo Branco para Lisboa. Em 2013, a fábrica de Castelo Branco foi vendida para a Schreiber Foods. 